# Мост Валантре
Мост Валантре́ (фр. Pont Valentré) — каменный арочный мост XIV века через реку Ло в Каоре (Франция). Укреплённый тремя башнями с навесными бойницами, представляет собой мост-крепость, служивший в числе прочего для защиты города от неприятельских вторжений. Широко известна связанная с мостом легенда, согласно которой его помогал строить дьявол. 
В 1840 году мосту Валантре был присвоен статус исторического памятника Франции; в 1998 году он вошёл в список Всемирного наследия ЮНЕСКО как один из объектов в составе пути Святого Иакова. Мост Валантре неоднократно изображался на марках, выпускаемых Почтой Франции, а также предположительно стал прообразом моста, изображённого на купюре достоинством 20 евро.

## История

### Строительство

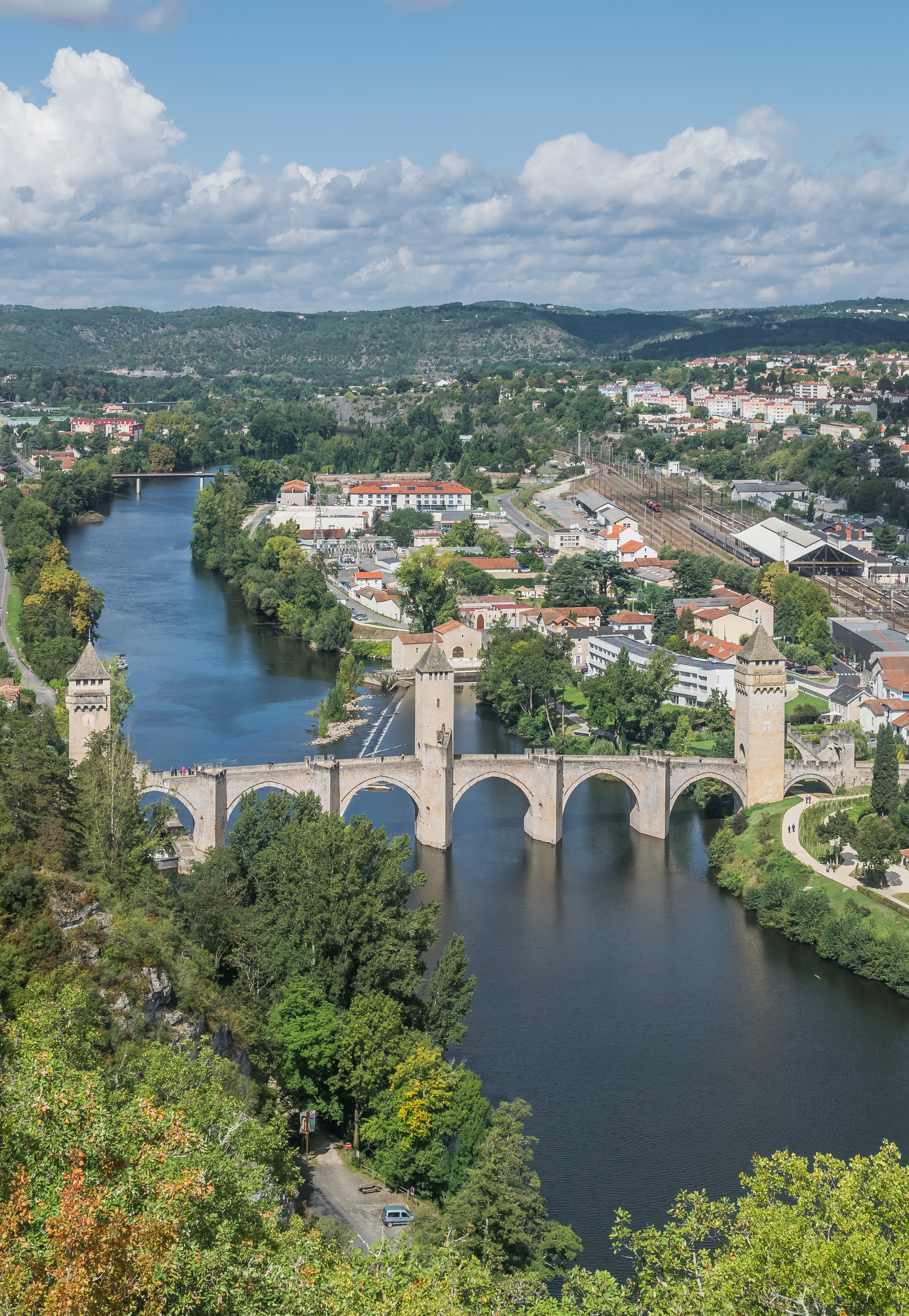
Каор. Вид на реку и мост Валантре. 2017

В XII веке Каор, расположенный в излучине реки Ло, входил в число крупнейших городов Европы, а с XIII века стал важным европейским торговым центром. Как и для любого средневекового города, река имела для него двойное значение: по ней прибывали товары и люди, но она была также и препятствием на пути стремившихся проникнуть в город. Чтобы контролировать водный путь и защитить его от вторжения врага, было решено перегородить реку укреплёнными мостами. Первый из них, Пон-Вьё (фр. Pont Vieux), был построен в XII веке и находился в южной части города. Второй, известный как Пон-Нёф (фр. Pont Neuf), был завершён к 1291 году и защищал восточную часть Каора. Наконец, в 1306 году консулы Каора, составлявшие городской совет, приняли решение о строительстве третьего моста в западной части. Название «Валантре» ему было дано по близлежащему порту Валандр (фр. Valendres). По своему внешнему облику он был схож с двумя другими каорскими мостами, однако если Пон-Вьё и Пон-Нёф до настоящего времени не сохранились, то мост Валантре, дошедший до наших дней, представляет собой выдающийся образец фортификационной архитектуры XIV века и наиболее яркий пример средневекового моста-крепости на территории Франции.

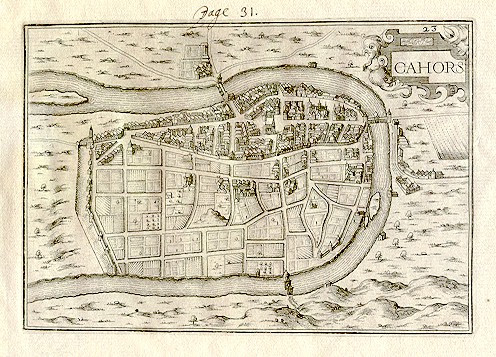
Каор на плане Кристофа Тассена (1643). Мост Валантре показан в нижней части плана

Первый камень в основание моста заложил 17 июня 1308 года главный консул Жеро де Сабанак (фр. Géraud de Sabanac). Из города к будущему мосту не вела ни одна дорога, поэтому в 1309 году консулы получили разрешение короля на сооружение нового подъездного пути. В последующие годы было также получено официальное разрешение взимать с торговцев плату за вход судов в порт, причём собранные средства должны были идти на завершение строительства.
Около 1345 или 1355 года была завершена проезжая часть моста шириной 6 м. Башни, по всей видимости, были закончены до 1385 года. Высказывались предположения, что главный архитектор был из числа местных жителей. Его имя не сохранилось, однако Рафаэль Перье (фр. Raphael Périé) в своей «Истории Керси» сообщает, что оно было написано на первом заложенном камне, рядом с именами короля Франции и консулов Каора. В ряде исторических источников говорится, что после смерти благодарные сограждане похоронили его в одной из каорских церквей. Надпись на богато украшенном надгробии перечисляла его заслуги; к сожалению, надгробие было утрачено в 1580 году, когда гугеноты, завладевшие городом, сожгли монастырь. Однако по мнению Мориса Селлеса, сомнительна сама версия о том, что мост Валантре — творение одного мастера. Скорее всего, архитекторов было несколько; кроме того, мост нельзя считать полностью оригинальным, так как он во многом повторяет архитектуру более ранних каорских мостов.
Каменный мост, укреплённый башнями с навесными бойницами, обеспечивал городу превосходную защиту от атак не только по воде, но и по суше. Благодаря тщательно продуманной системе обороны он в буквальном смысле оказался неприступным: за всё время его существования неприятель ни разу не овладевал им. Историки, однако, отмечают, что никаких свидетельств о действительно предпринимавшихся атаках на мост не сохранилось. Ни в ходе Столетней войны, ни во время взятия Каора Генрихом Наваррским в 1580 году, мост Валантре не подвергался непосредственным нападениям.

### Реставрационные работы

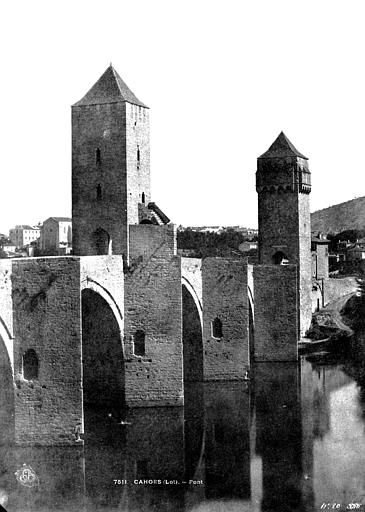
Мост Валантре. Фотография 1851 года

На протяжении веков мост неоднократно подновлялся и ремонтировался, в том числе в 1566, 1679 и 1783 годах, однако это мало влияло на его первоначальный облик. Более существенные изменения последовали лишь в XIX веке. Так, в 1822 году были предприняты работы по укреплению несущей конструкции и разобраны разрушившиеся машикули на северном и западном фасадах западной башни. Затем, в 1836 году, были отреставрированы (с частичной заменой) кровли башен и заменены некоторые ступеньки внешних лестниц.
В 1853 году по мосту были проложены чугунные трубы, с помощью которых город снабжался питьевой водой. Это повлекло за собой ухудшение его состояния и сделало необходимой реставрацию, решение о которой было принято в 1866 году. Работы, однако, начались лишь в 1879 году, после того как свой проект предложил архитектор Поль Гу, ученик Виолле-ле-Дюка. Свой подход, близкий принципам его учителя, Гу изложил в опубликованной в 1880 году брошюре «История и описание моста Валантре в Каоре» (Histoire et description du pont de Valentré à Cahors (Lot)): «… реставрировать не значит только чинить или восстанавливать; это значит также возвращать или придавать зданию тот совершенный облик, который полностью соответствует всем особенностям первоначального замысла». И если вначале представленный им проект предполагал лишь минимальное вмешательство, то впоследствии осуществлённые под его руководством работы вышли далеко за обозначенные рамки.

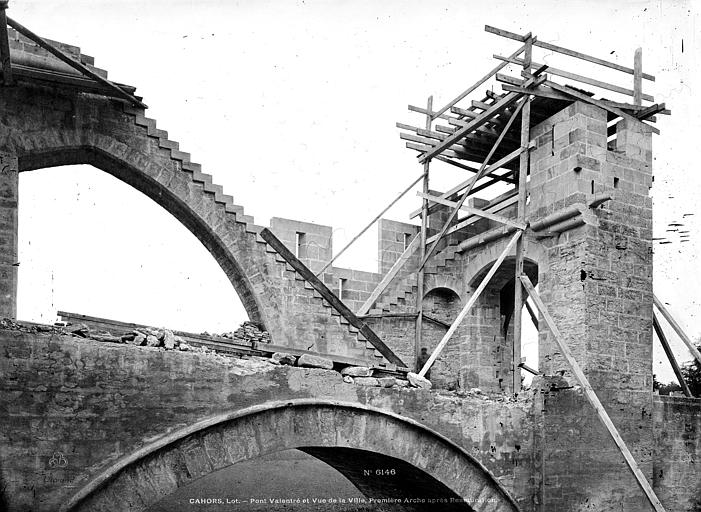
Реставрация 1879—1882 годов

В ходе реставрации водопроводные трубы были скрыты бетоном, в связи с чем пришлось несколько поднять парапет. Тщательно изучив все детали и архитектурные особенности постройки, Поль Гу восстановил утраченные элементы и устранил более поздние, не относящиеся к XIV веку. Морис Селлес, отдавая должное его добросовестности, замечает тем не менее, что Гу не смог устоять перед искушением придать мосту завершённый, на его взгляд, облик. Так, он добавил на западной башне верхний ярус зубцов (объясняя это как следованием обнаруженным при исследованиях пометам строителей, так и тем, что «снаружи этого требовал глаз, а изнутри — соображения фортификации») и снабдил мост многочисленными мерлонами и бойницами. К 1882 году работы были завершены.

### Легенда

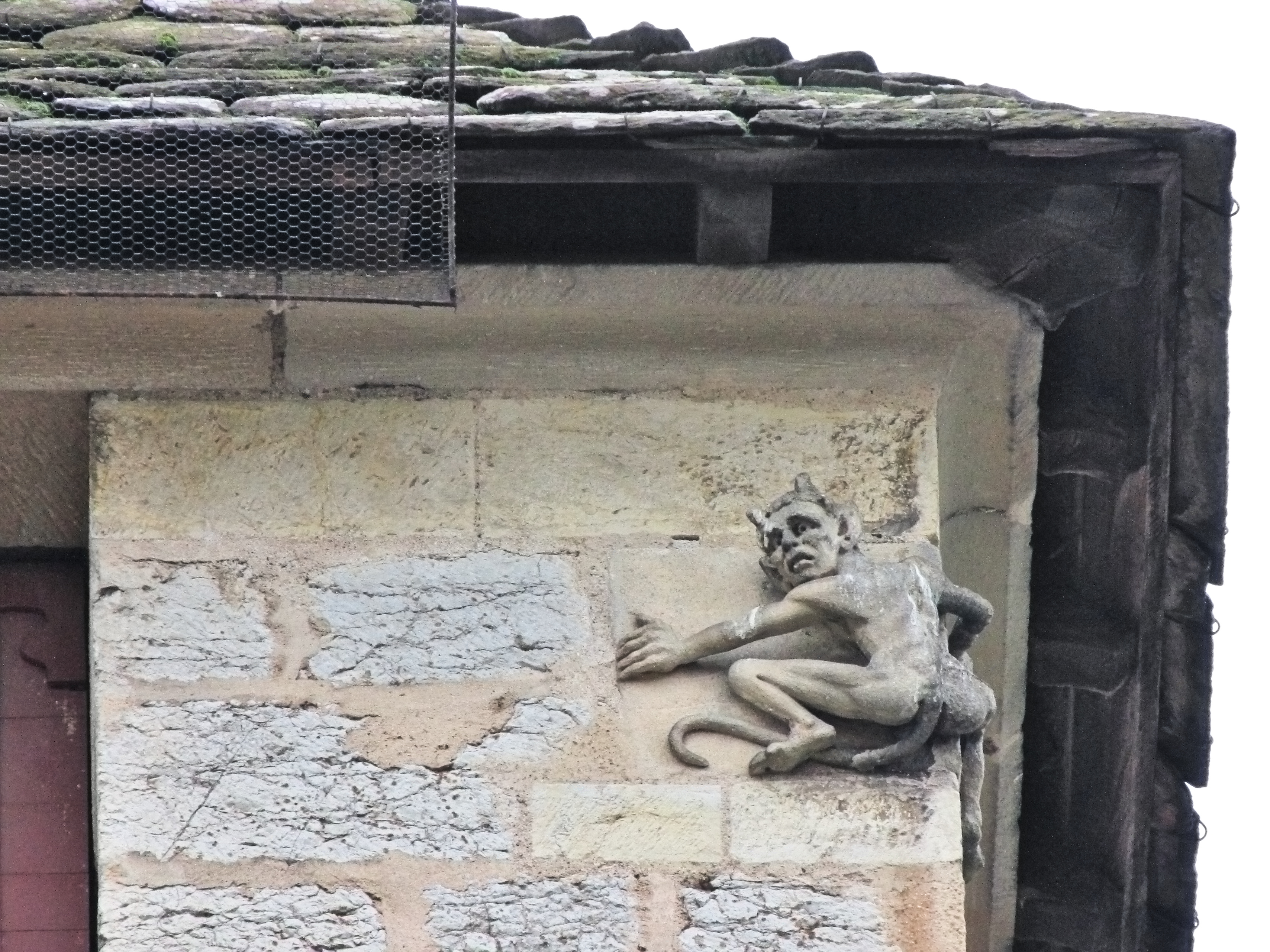
Скульптура чёрта на центральной башне

С мостом Валантре связана бытующая в нескольких версиях легенда, позволяющая отнести его к числу так называемых «чёртовых мостов» (то есть тех, которые якобы строились с помощью самого дьявола). Согласно этой легенде, архитектор, проектировавший мост, не мог справиться с поставленной задачей и призвал на помощь чёрта. Они заключили между собой договор: пока длится строительство, чёрт будет выполнять все приказы архитектора, а потом, когда мост будет готов, заберёт его душу. Когда настал срок расплаты, архитектор стал думать, как спастись от чёрта. В конце концов он дал ему решето и поручил начерпать решетом воды для строительного раствора. Сколько чёрт ни старался, сделать этого он так и не смог. В конце концов чёрт признал себя побеждённым, но решил отомстить архитектору. Каждую ночь он выламывал верхний угловой камень на центральной башне и сбрасывал его вниз.
В 1879 году Поль Гу решил создать своеобразный памятник легенде. В ходе реставрации он поместил на центральной башне моста фигуру дьявола, обхватившего руками один из каменных блоков (скульптор Сиприан-Антуан Кальмон). По словам самого архитектора, «на сей раз властитель тьмы переоценил свои силы <…> и не может вытащить застрявшие пальцы; камень ему больше не обрушить, а вдобавок ещё и приходится оставаться в плену».

### Объект культурного наследия
В 1840 году был опубликован первый список исторических памятников Франции. Мост Валантре стал одним из первых французских мостов, вошедших в список и получивших соответствующий статус. В 1851 году фотографы Гюстав Ле Грей и Огюст Местраль создали ряд снимков моста в рамках так называемой «гелиографической миссии», организованной Комиссией по историческим памятникам для создания фотоархива архитектурного достояния Франции.
В 1998 году в список Всемирного наследия ЮНЕСКО был включён путь святого Иакова, пролегающий по территории Испании и Франции. В общей сложности в список вошёл 71 объект, в том числе мост Валантре и собор Святого Стефана в Каоре (оба памятника находятся на так называемой Поденской дороге).

### Современность

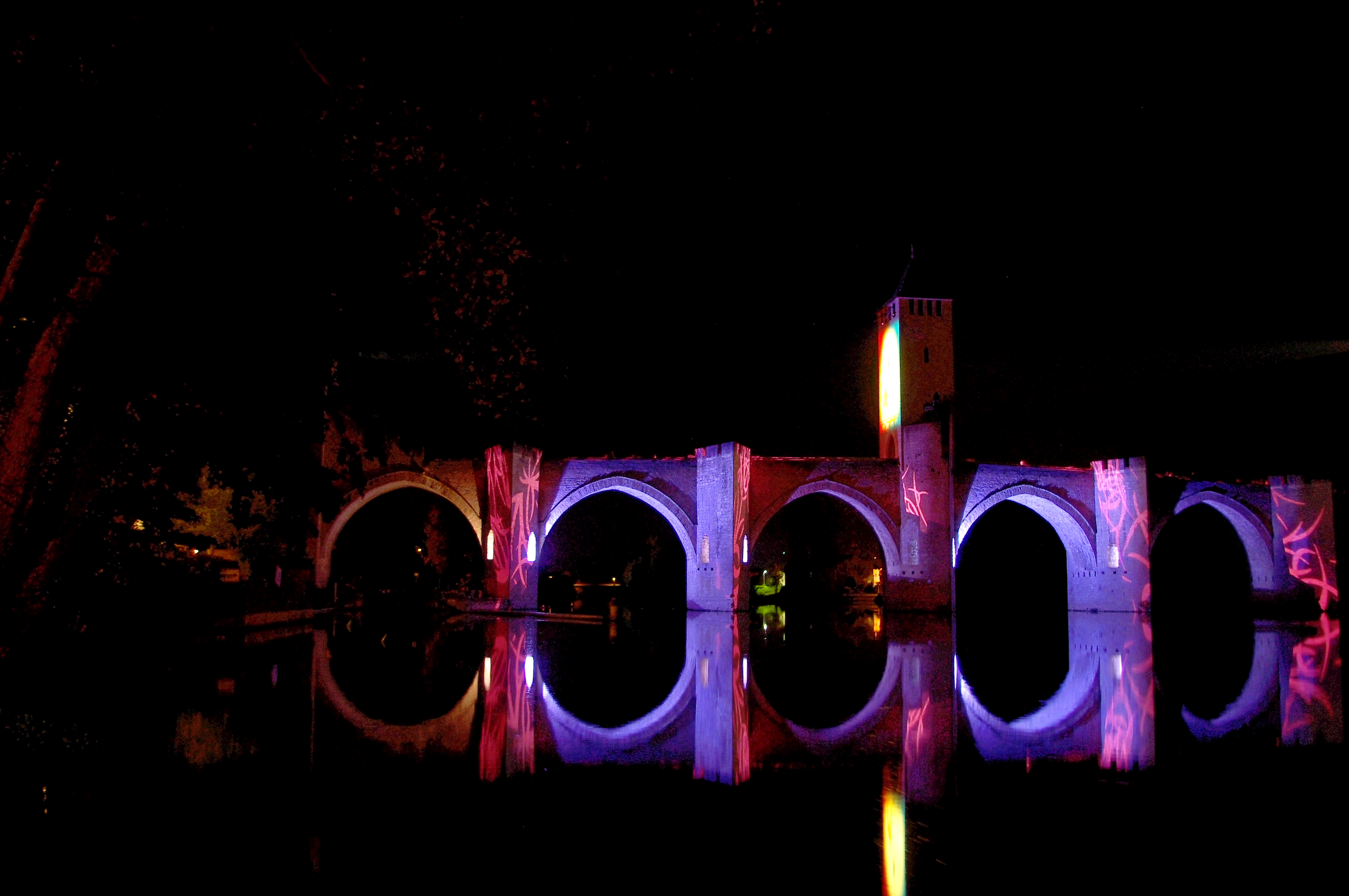
Иллюминация 2014 года

Вплоть до 1980-х (по другим источникам — 1990-х) годов по мосту Валантре могли ездить автомобили; в настоящее время он предназначен исключительно для пешеходов. В XXI веке на нём неоднократно устраивались временные иллюминации и проводились светомузыкальные спектакли, в том числе связанные с историей и легендой самого моста. В 2008 году они были посвящены 700-летнему юбилею моста, широко отмечавшемуся в Каоре. С 2017 года красочная подсветка в тёмное время суток стала постоянной.
Благодаря редкой сохранности, исторической ценности и архитектурным достоинствам мост Валантре стал одним из символов не только Каора, но и Окситании в целом. В 2015 году он возглавил (обойдя виадук Мийо и Пон-дю-Гар) список двадцати мостов, которые необходимо увидеть во Франции, по версии журнала «Détours en France».
В январе — феврале 2021 года западная башня моста пострадала из-за неблагоприятных погодных условий: сильного ветра и наводнения, вызванного разливом реки Ло. Реставрационные работы были проведены немедленно; серьёзных разрушений не возникло. Тем не менее на ближайшие годы, начиная с 2022-го, запланирована масштабная реставрация, первым этапом которой станет ремонт булыжного покрытия на всём протяжении мостового полотна.

## Архитектура

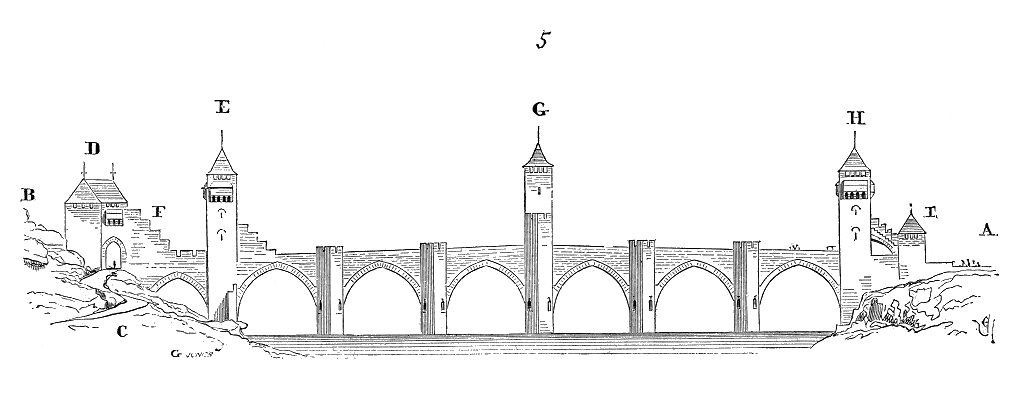
Э. Виолле-ле-Дюк. Иллюстрация к статье «Мост» в «Толковом словаре французской архитектуры XI—XVI веков» (1864)

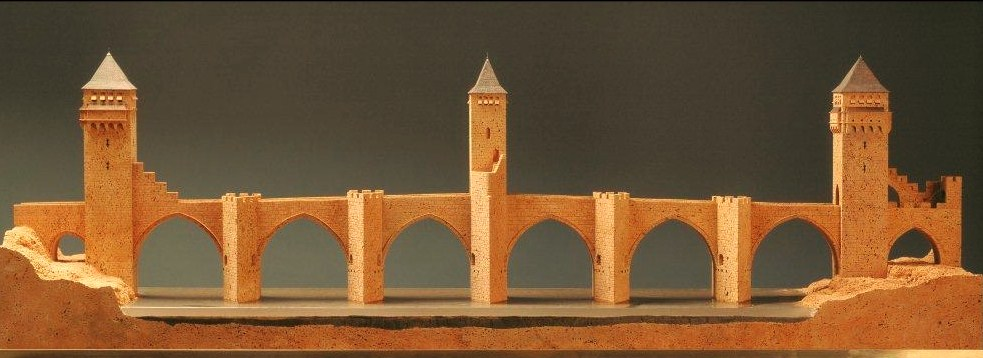
Дитер Кёллен. Модель моста Валантре, выполненная из пробки

Мост Валантре построен из известняка, добывавшегося в близлежащих карьерах. Его западная оконечность почти вплотную подходит к окружающим Каор холмам; на равнине с восточной стороны расположен сам город. Реймон Рей (фр. Raymond Rey), специалист по истории Средневековья, отмечает, что архитектор учёл особенности топографии, связанные с неодинаковым характером ландшафта на обоих берегах реки, и сумел адаптировать достижения фортификационной архитектуры первой половины XIV века для возведения строения, сочетающего в себе различные функции.
Мост Валантре представляет собой арочный мост слегка выгнутой формы и относится к мостам крепостного типа, имевшим значение не только в практическом, но и в военном плане. Общая его длина составляет 172 метра; из них примерно 125 над водой. Ширина мостового полотна, неодинаковая на всём его протяжении, в среднем составляет 6 м. Шесть основных пролётов имеют одинаковую ширину 16,5 м (или, по другим источникам, 16,4 м) при неравной высоте — от 10 до 14 м над уровнем воды и 8,7—9 м от пяты свода до замка. Из боковых пролётов западный имеет ширину 6 м, восточный — 12 м; с восточной стороны подъём более пологий. Боковые арки расположены над берегом и частично затопляются только во время паводков. Пять промежуточных опор имеют треугольные выступы с шириной основания около 6 м и длиной сторон 7 м.

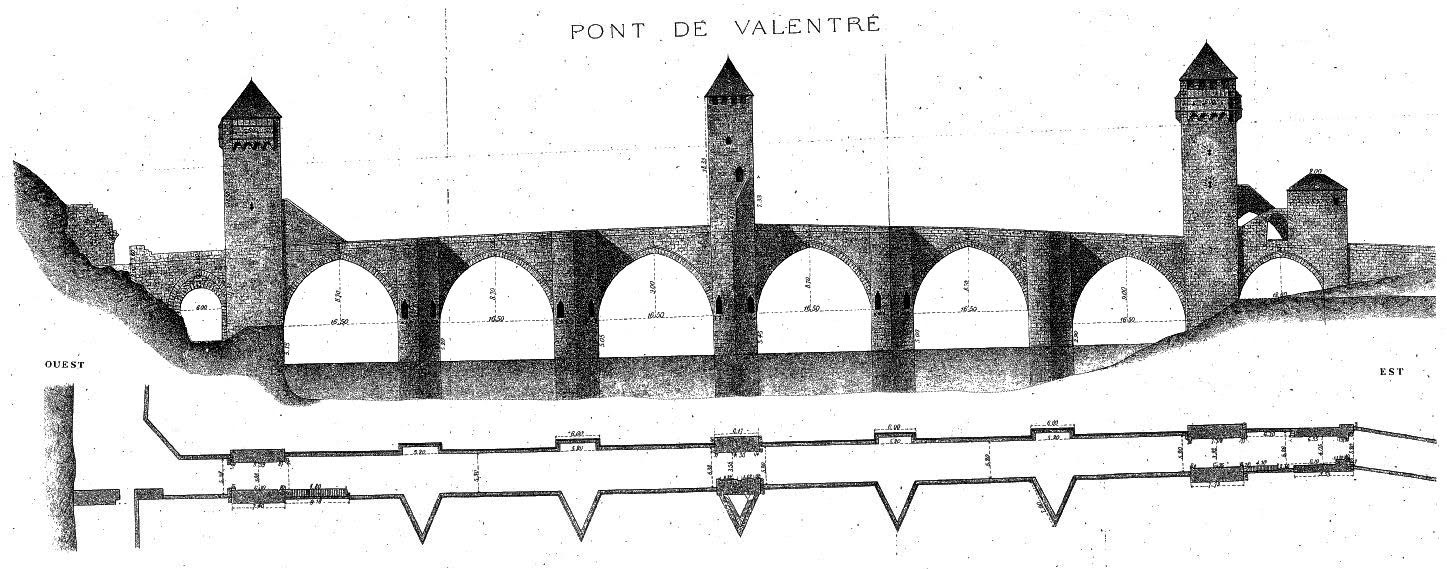
План моста из статьи Поля де Фонтения (1878)

Конструкция моста включает три оборонные башни, одна из которых возведена над средней опорой и две на устоях. Высота башен, снабжённых навесными бойницами, — около 40 м; верхний ярус зубцов венчает остроконечная кровля. Боковые башни почти квадратные в плане; центральная представляет собой чуть более вытянутый прямоугольник. Каждая имеет три этажа; переходы между башнями дополнительно защищались створчатыми воротами и опускными решётками. Предполагается, что центральная башня, отличающаяся меньшей толщиной стен и не имеющая машикулей, использовалась в первую очередь как наблюдательный и командный пункт, однако прямых подтверждений этому нет.
С обеих сторон подступы к мосту дополнительно защищали барбаканы, из которых западный почти не сохранился, хотя его руины ещё можно было видеть в XIX веке. Известно, однако, что в нём располагалась капелла, посвящённая Деве Марии. Что касается укрепления с восточной стороны, то оно, более масштабное по пропорциям, обеспечивало надёжную защиту моста со стороны города.
В своём «Толковом словаре французской архитектуры» Эжен Виолле-ле-Дюк охарактеризовал мост Валантре как «один из наиболее прекрасных и хорошо сохранившихся в наследии XIII века». Павел Викторович Щусев, отмечая его живописность и называя его одним из лучших средневековых мостов, писал: «Ритм повторяющихся вертикальных членений, заставляя преувеличивать длину моста, придаёт ему характер крупного сооружения, которое доминирует над окружающими строениями и служит архитектурным ориентиром города».

## В культуре

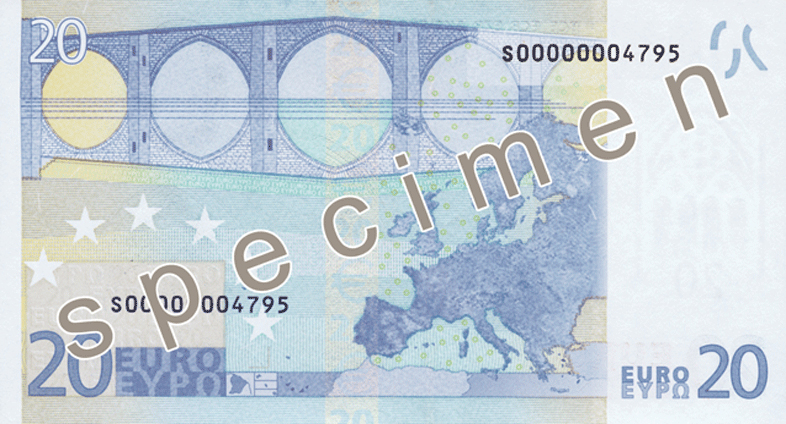
Изображение моста на купюре 20 евро

Во Франции неоднократно выпускались марки с изображением моста Валантре. В 1955 году марка с ним вышла в серии «Достопримечательности и памятники» (в 1957 году был выпущен повторный тираж). В 2008 году, к семисотлетию моста, Почта Франции выпустила марку по гравюре Андре Лаверня. В 2016 году вышла серия из 12 марок, посвящённая мостам и акведукам, в числе которых мост Валантре.
В 1974 году марку с изображением моста Валантре выпустила также почта Андорры. Поводом стала состоявшаяся в Каоре 25 августа 1973 года встреча князей-соправителей Андорры.

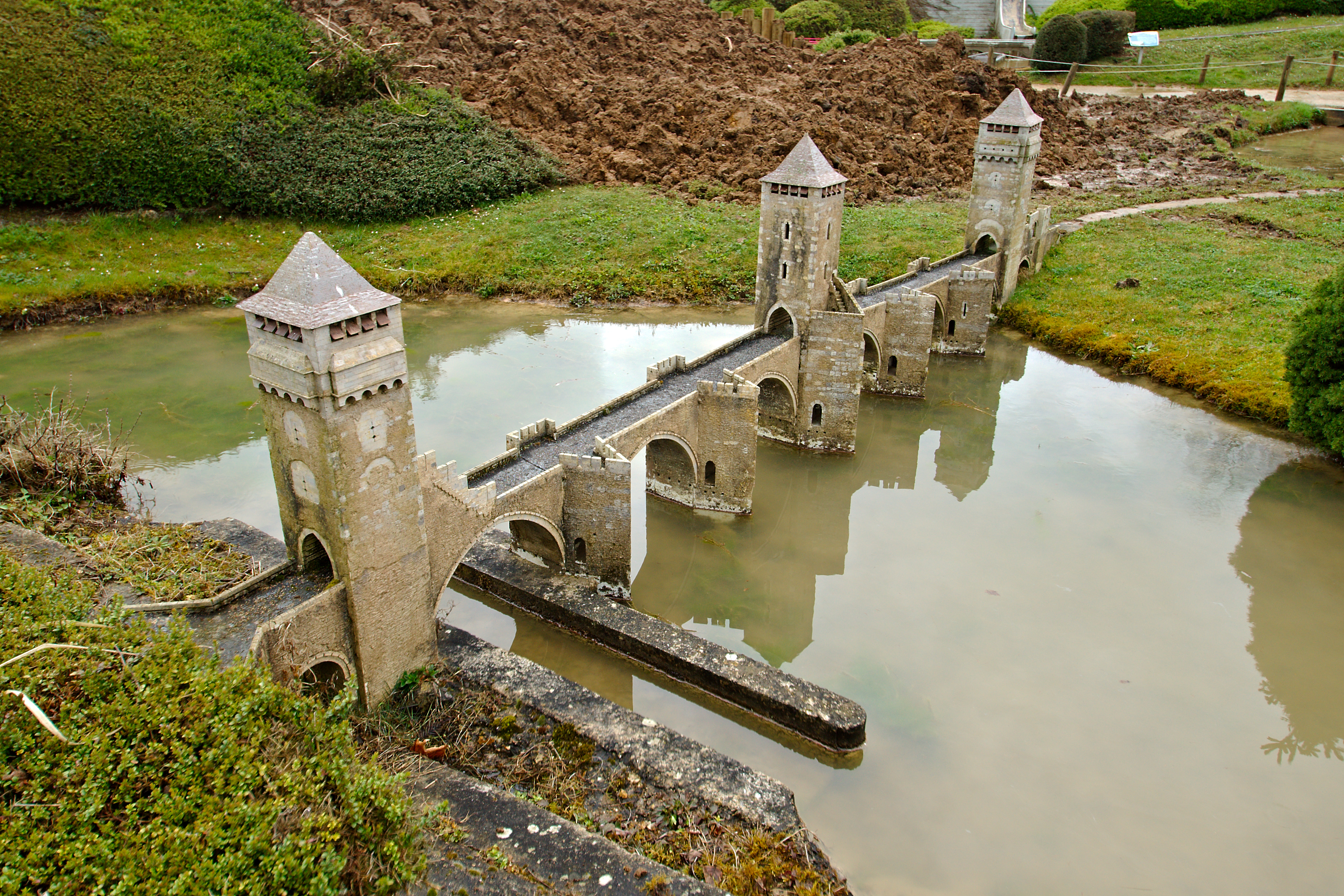
Мост Валантре в парке «Франция в миниатюре»

Предполагается, что мост Валантре является прообразом условного моста, изображённого на банкноте достоинством 20 евро. Австрийский художник Роберт Калина, разрабатывая дизайн купюр, изобразил на них мосты как символ связей между государствами Европы, однако стремился представить не конкретные сооружения, а обобщённые образы семи архитектурных стилей. Тем не менее исследователи и путешественники находят в них сходство с реально существующими мостами.
Уменьшенная копия моста входит в число экспонатов парка «Франция в миниатюре» (Эланкур, департамент Ивелин).
В 1988 году Жоэль Поломски (фр. Joël Polomski) выпустил комикс «Дьявол с моста Валантре» (Le Diable du pont Valentré), впоследствии неоднократно переиздававшийся. В его основу была положена легенда о строительстве моста, в том виде, в каком её пересказал Робер Мартино (фр. Robert Martinot) в своём сборнике «Легенды Керси» (Légendaire du Quercy).

## Комментарии
1. ↑  В литературе широко распространена точка зрения, согласно которой инициатива строительства принадлежит каорскому епископу Бартелеми де Рюффи (фр. Barthélémy de Ruffy), или Бартелеми де Ру (Barthélémy de Roux), и относится к концу XIII века[7][10][11]. Морис Селлес (фр. Maurice Scellès), автор ряда работ, посвящённых мосту Валантре, отмечает, что она неверна и основана на ошибочной интерпретации одного из исторических документов[9].
2. ↑  В настоящее время это улица Президента Вильсона (фр. Rue du Président Wilson)[13].
3. ↑  Морис Селлес оговаривает, что эту часто упоминаемую дату достоверной считать нельзя[12].
4. ↑  Хронист XVII века, аббат Фульяк (фр. abbé de Fouilhac), сообщает, что в этом году в одну из башен был помещён колокол для созыва солдат[19].
5. ↑  Виолле-ле-Дюк относил строительство моста к 1251 году[59].